# Seegeriella pinifolia
Seegeriella pinifolia là một loài thực vật có hoa trong họ Lan. Loài này được Senghas miêu tả khoa học đầu tiên năm 1997.